# Silene micropetala
Silene micropetala är en nejlikväxtart som beskrevs av Mariano Lagasca y Segura. Silene micropetala ingår i släktet glimmar, och familjen nejlikväxter. Arten har ej påträffats i Sverige.